# George Soros
George Soros (født 12. august 1930 i Ungarn) er finansmand.
Han havde i november 2016 en personlig formue på 172 mia. kroner, hvilket placerer ham i top 30 på listen over de rigeste mennesker i verden. Størstedelen af Soros' formue stammer fra spekulativ valutahandel. Han er stifter, administrerende direktør og bestyrelsesformand for hedgefonden Soros Fund Management, som han stiftede i 1969.

## Baggrund
Soros voksede op i en jødisk familie, men beskrev senere sig selv som ateist. Han forlod Ungarn i 1947 og bosatte sig i London, hvor han livnærede sig som gadesælger og kuffertbærer. Samtidig studerede han økonomi ved London School of Economics. I 1956 flyttede han til USA, hvor han oparbejdede sig en formue på ren spekulation. Samtidig har han drevet en udstrakt filantropisk virksomhed, især i Østeuropa og Sydafrika. Hans humanitære fond omsætter 350 milliarder US$ årligt. I 1988 stiftede han Stefan Batory-fonden sammen med en kreds af polske ledere med fokus på social retfærdighed, demokrati og bærekraftig udvikling.

## En kontroversiel finansmand
George Soros mente, USA ville blive et bedre sted uden en præsident som George W. Bush, og støttede derfor John Kerry forud for det amerikanske præsidentvalg 2. november 2004.
Soros er en yderst kontroversiel skikkelse med tilnavnet "The man who broke the Bank of England" – med henvisning til hans og andre spekulanters massive salg af britiske pund på "Den sorte onsdag", 16. september 1992. Soros var manden, der skabte valutakrisen i Europa i 1992, og knækkede italienske lire, britiske pund og skandinaviske kroner. De massive spekulative salg af det britiske pund tvang Bank of England til at trække pundet ud af valutakurssamarbejdet i Det Europæiske Monetære System. Efterfølgende måtte Bank of England devaluere det britiske pund. Det skønnedes, at George Soros tjente omkring 1,1 milliard US$.
I 2018 tabte Soros omkring 20 millioner kroner ved at satse på et fald i Norwegians aktiekurs. I stedet fik selskabet en kursopgang på 40 %.